# ناحية المسمية
ناحية المسمية إحدى نواحي سوريا تتبع إداريّاً لمحافظة درعا منطقة الصنمين ومركزها مدينة المسمية، بلغ تعداد سكان الناحية 8,773 نسمة حسب التعداد السكاني لعام 2004.

## بلدات وقرى ناحية المسمية
بلي، براق، بويضان، معرة البيضة، السمية، ساكرة، شعارة، الشقرانية، الشرائع، السويمرة، الطف، أم القصور، كريم كريم الشمالي
الزبيديه، سطح زهنان.